# 神戸電気鉄道デヤ750形電車
神戸電気鉄道デヤ750形電車（こうべでんきてつどうデヤ750がたでんしゃ）は、神戸電気鉄道（現・神戸電鉄）1971年に導入した事業用直流電車（電動貨車）である。

## 概要
保線作業の効率化を目的に、レール・枕木の資材を輸送する無蓋電動貨車として1971年（昭和46年）に川崎重工業で製造された。同年に廃車となったデ101形（デ106・デ108）の機器類を流用の上、車体を新造した吊り掛け駆動車である。751（有馬寄）と752（神戸寄）の2両で固定編成を組む。

## 車体
運転室部分は切妻構成の前面3枚窓を採用した。運転台の後部には作業員室が設けられ、座席が配置されている。車体後部の積載部分には25 mレール・枕木等の資材の搭載が可能で、積み下ろし用として油圧式のクレーンが各車に1機ずつ設置されている。また、夜間作業効率化のための作業灯が各車に搭載されている。
クレーンの操作中は運転台に作業灯が点灯し、車両が起動しないようになるほか、走行中にクレーンが定位置からずれた場合には自動で非常ブレーキが作動する。

## 電装品
主電動機はデ101形の廃車発生品であるMB-146-A形 (93 kW) を4個搭載する。800系と同様の出力向上工事は行われていない。
制御装置はHB形（間接非自動制御・三菱電機製）で、1両で4個の主電動機を制御する1C4M方式を採用している。制動装置はSME形非常直通式空気ブレーキを装備する。空気圧縮機（CP）はギヤ直結式で駆動するDH25形（760min・三菱電機製）を、補助電源装置となる電動発電機（MG）はMG-303-Sを各1台搭載している。
2両は半永久連結器で連結され、電気的には単独ユニットであるが、CPは751に、MGとパンタグラフは752に分散搭載する。
パンタグラフは752の運転室上に設けられ、神戸電鉄標準の東洋電機製造製PT-4209が装備されている。登場当初はED2001形電気機関車と同様に三菱電機製のS-710-Cを搭載していたが、後に交換が実施された。
台車も同様にデ101形の廃車発生品となる日本車輌製造製D-16形を装着していたが、1981年には新造品となる川崎重工業製のKW-33形に交換されている。

## 運用
800系の引退後は本線走行が可能な唯一の吊掛式電車となっていたが、保線用モーターカーの導入に伴って休車扱いとなり、2013年3月26日付で廃車となった。これにより、神戸電鉄から事業用車が消滅した。